# Gustaf Malmberg (präst)
Per Gustaf Johannes Malmberg, född den 7 maj 1870  i Valdemarsvik, Östergötlands län, död den 8 juli 1955 i Norrköping, var en svensk präst. Han var bror till Ernst Malmberg.

## Biografi
Malmberg avlade teologisk-filosofisk examen vid Uppsala universitet 1892, teoretisk teologisk examen 1898 och praktisk teologisk examen 1899. Han prästvigdes sistnämnda år och tjänstgjorde i Kisa, Eksjö, Fivelstad, Norrköpings Hedvigs och Östra Eneby församlingar 1899–1904. Malmberg var pastorsadjunkt i Norrköpings Sankt Olai 1904–1922. Han blev regementspastor i Kalmar regementes reserv 1902, vid regementet 1904, vid Andra livgrenadjärregementet 1908, i regementet 1922, i Livgrenadjärregementet 1929 och tjänstgörande fältprost 1940. Malmberg var tjänstgörande extra ordinarie hovpredikant från 1913. Han blev kyrkoherde i Västra och Östra Ed 1922 och kontraktsprost i Norra Tjust 1932. Malmberg var ledamot av stadsfullmäktige i Norrköping 1908–1922. Han blev ordförande i Gamleby folkhögskolas styrelse 1932 och i Diakonistyrelsens militärutskott 1937. Malmberg blev ledamot av Vasaorden 1921 och av Nordstjärneorden 1937 samt kommendör av andra klassen av sistnämnda orden 1941. Han erhöll Carl XIII:s orden 1941.